# Богатое (Северо-Казахстанская область)
Богатое (каз. Богатое) — упразднённое село в Жамбылском районе Северо-Казахстанской области Казахстана. Входило в состав Железинского сельского округа. Код КАТО — 594641200. Ликвидировано в 2013 г.

## География
Расположено около озёр Богатое и Башкирское. В 4,5 км к юго-востоку от села находится озеро Солёное.

## Население
В 1999 году население села составляло 204 человека (105 мужчин и 99 женщин). По данным переписи 2009 года, в селе проживало 89 человек (42 мужчины и 47 женщин).